# Vojni poligon "Eugen Kvaternik"
Vojni poligon "Eugen Kvaternik" je najveće vojno vježbalište u Republici Hrvatskoj.

## Smještaj
Vojni poligon "Eugen Kvaternik" nalazi se na graničnom području Korduna i Like zapadno od Slunja, 40-ak km zračne linije južno od Karlovca i 80-ak km istočno od Rijeke. Osim na području Grada Slunja teritorijalno se nalazi i na području općina Tounj na sjeveru, Josipdol na sjeverozapadu, Plaški na zapadu, Saborsko na jugozapadu i Rakovica na jugoistoku. To je krševit, vapnenački teren kojim protječe rijeka Mrežnica.

## Povijest
Poligon je izgrađen 1965. g. u vrijeme SFR Jugoslavije te je bio glavni centar obuke Pete vojne oblasti JNA.
17. studenog 1991. g. okupirala ga je tzv. Srpska vojska Krajine tj. postrojbe tzv. Republike Srpske Krajine. Takvo stanje se zadržalo tijekom čitavog Domovinskog rata, do 6. kolovoza 1995. g. kada je oslobođen prilikom vojno-redarstvene akcije "Oluja" kada je vraćen pod suverenitet Republike Hrvatske.

## Svojstva
Poligon se prostire na površini od gotovo 24 tisuće hektara ( 240 km2 ) čime je, osim najveći u Hrvatskoj, i jedan od najvećih u Europi. U smjeru sjever-jug dug je 28 km. Duljina njegove granice je 88 km. Prosječna nadmorska visina je 320 metara, najviša 900 metara. Najveću površinu zauzima šuma. 
Na poligonu prosječno dnevno boravi oko 600 vojnika: 400-tinjak pripadnika topničko-raketne bojne Hrvatske kopnene vojske, 80-ak opslužitelja poligona, 20-ak pripadnika Središta za borbenu obuku te 20-ak pripadnika ostalih postrojbi. U vrijeme velikih vježbi prisutno bude preko 1500 ljudi. Velike vježbe bile su npr. „Adriatic Philbex 04-2 ENGINEEREX“ inženjerijska vježba u 2004. g., „Noble Midas 07“ 2007. g. i „Jackal Stone“ 2009. g.
2009. g. izgrađen je novi vojni restoran i uređena dva obučna vježbališta: tzv. „Shoot House“ i „Konvoj cesta“.
- „Shoot House“ je objekt namijenjen simulaciji urbanog ratovanja. Čine ga drvene pregrade koje predstavljaju gradske zgrade. Otvoren je odozgora i opremljen s puno kamera. Time je omogućeno promatranje vježbe s povišenog dijela odnosno iz kontrolne sobe.
- „Konvoj cesta“ služi uvježbavanju borbi u slučajevima napada na konvoje.

## Iskoristivost
Poligon je opremljen brojnim vježbalištima, strelištima, raznim vojnim objektima, helidromom, prostorom za uništavanje bojnih sredstava.
„Eugen Kvaternik“ služi uvježbavanju, školovanju, obuci i različitim vrstama ispitivanja. Važnu ulogu ima primjena sustava „Miles 2000“ – sofisticiran simulacijski sustav namijenjen za realističnu taktičku obuku jer se sastoji od ispaljivanja laserskih zraka iz različitih oružja. Sve se tijekom vježbe snima, a to omogućuje naknadnu analizu. Prednost laserskog streljiva je upravo u realističnosti jer se jasno vidi „pogođenost“ vojnika, a što kod primjene manevarskog streljiva nije moguće.  
Zbog dobre opremljenosti i naročito zbog raznolikosti terena (šume, livade, brda, vrtače, klanci...) „Eugen Kvaternik“ se spominje kao budući NATO-ov obučni centar. Moguća je i njegova komercijalizacija iznajmljivanjem stranim vojskama. Još i prije pristupanja Republike Hrvatske punopravnom članstvu u NATO-u, SAD su velikim sredstvima pridonosile modernizaciji i opremanju vježbališta. Prilikom obnove tim je sredstvima izgrađen i vodoopskrbni sustav ne samo za poligon nego i za Slunj i okolna naselja.

## Vanjske poveznice
- Službene stranice Oružanih snaga Republike Hrvatske  Arhivirana inačica izvorne stranice od 17. prosinca 2007. (Wayback Machine)